# Spanische Eishockeymeisterschaften 1923 bis 1926
Nach der Errichtung einer Kunsteisbahn in Madrid wurden auf dieser von 1923 bis 1926 Spanische Meisterschaften im Eishockey ausgespielt.
Die Eisbahn, die die Maße 55 mal 28 Meter hatte, wurde am 30. Oktober 1922 mit einem Spiel zwischen CSH Paris und Brüssel IHC eingeweiht, Paris gewann das Spiel mit 13:2. Unter den Zuschauern waren dabei auch das spanische Königspaar Alfons XIII. und die Victoria Eugénie von Battenberg. Auch die erste Meisterschaft 1923 war ein von Aristokraten gut besuchtes gesellschaftliches Ereignis, unter anderem auch durch Adlige anderer europäischer Länder, die nach Spanien geflohen waren. Bereits im zweiten Jahr nahm das Interesse aber massiv ab, die Meisterschaft wurde nur noch zwischen zwei Mannschaften ausgetragen. 1926 wurde die Eisbahn mangels Besucher geschlossen. Die nächste Spanische Meisterschaft wurde erst 1953 ausgetragen.
| 1923 | Azul Hockey Club    |
| 1924 | Club Alpino Español |
| 1925 | Club Alpino Español |
| 1926 | Club Alpino Español |

## Mannschaften
An der ersten Meisterschaft im Januar 1923 nahmen anfangs fünf Mannschaften teil. In den Folgejahren wurde die Meisterschaft nur noch zwischen zwei Mannschaften ausgetragen.

### Azul Hockey Club
Torwart
- Pedro Rivas

Spieler
- J Hollis ( F, 1923)
- Fernando Muguiro
- Miguel Ángel Muguiro (F, bis 1925)
- Edgar Neville (RW)
- Elzaburu Oscar (1923)
- Santiago Muguiro (D, ab 1924)
- Emilio Otermin (F, 1924, 1926)
- Aleixandre (D, ab 1925)
- Carlos Muro (D, 1925)
- F Plá (F, 1925)
- Urgoiti (D, 1926)

### Club Alpino Español
Der Spanische Alpenverein wurde 1906 gegründet.

### Real Club de la Puerta de Hierro
Der Club der Eisernen Tür ist ein 1895 gegründeter Country Club, der noch heute als exklusivster Club Madrids gilt.

## Austragungen

### 1923
Die Spiele fanden im Januar 1923 statt. Der deutsche Eis Hockey Club zog sich nach einem Spiel (10:0 gegen Castilla) aus dem Wettbewerb zurück.
|    |                               | Tore  | Punkte |
| -- | ----------------------------- | ----- | ------ |
| 1. | Azul HC                       | 41:05 | 6:0    |
| 2. | Real Club de Puerta de Hierro | 11:10 | 4:2    |
| 3. | Club Alpino Español           | 15:29 | 2:4    |
| 4. | Castilla                      | 03:36 | 0:6    |

### 1924
- 24. Januar 1924: Club Alpino Español – Azul HC 5:3
- 10. März 1924: Club Alpino Español – Azul HC 1:1 (0:0, 1:1, 0:0)

### 1925
- Club Alpino Español – Azul HC 3:3 (3:3, 0:0)
- Club Alpino Español – Azul HC 3:1 (0:1, 3:0)

### 1926
- 16. März 1926: Club Alpino Español – Azul HC 12:0
- Club Alpino Español – Azul HC 3:1 (0:1, 3:0)

## Verband und internationale Spiele
Die vier an der Meisterschaft beteiligten Mannschaften gründeten 1923 den Spanischen Eishockeyverband als Teil des Feldhockeyverbandes. Der Verband wurde am 10. März 1923 in den Weltverband LIHG aufgenommen. Später im Jahr wurde der spanische Wintersportverband gegründet.
Spanien nahm 1924 und 1926 an der Europameisterschaft teil und belegte jeweils den letzten Platz.
Die Spieler des Club Alpino Español und des Azul HC nahmen zwischen 1923 und 1925 als Hockey Club Madrid an Clubwettbewerben in Frankreich und der Schweiz teil.